# Fosforpentabromide
Fosforpentabromide is een anorganische verbinding tussen fosfor van broom en heeft als brutoformule PBr5. De stof komt voor als een reactieve en corrosieve gele vaste stof, die ontleedt in water.

## Eigenschappen
Boven 100 °C ontleedt fosforpentabromide in fosfortribromide en broomgas:
{\displaystyle \mathrm {PBr_{5}\ \longrightarrow \ PBr_{3}\ +\ Br_{2}} }
Het zeer snel afkoelen tot 15 K van dit gasmengsel leidt tot de vorming van de ionaire verbinding [PBr4]+[Br3]−.

## Toepassingen
Fosforpentabromide wordt bij organische syntheses gebruikt om carbonzuren om te zetten naar acylbromiden.